# Agnes Scherer
Agnes Scherer (* 1985 in Lohr am Main) ist eine deutsche Künstlerin, die in ihren raumgreifenden Installationen malerische mit theatralen und performativen Ausdrucksformen verbindet.

## Werdegang
Scherer studierte Freie Kunst mit Schwerpunkt Malerei an der Kunstakademie Düsseldorf bei Peter Doig und Enrico David. Im Jahr 2011 absolvierte sie außerdem das an den Universitäten Tübingen und Wien verfolgte Studium der Kunstgeschichte, der Klassischen Archäologie und der Empirischen Kulturwissenschaft. Schon in der Anfangsphase ihres Schaffens konzentrierte Scherer sich auf die Erschließung erweiterter Formen der Malerei und theatralisch-extravaganter Präsentationsformate. So entwickelte sie 2015 ihr erstes von Musik begleitetes Objekttheater Cupid and the Animals, welches mit dem Nigel Greenwood Art Prize gefördert wurde. 2019 wurde ihre narrative Installation The Very Hungry mit dem Berlin Art Prize ausgezeichnet. Ergänzend zu ihren künstlerischen Aktivitäten wirkte Scherer in den Jahren 2018–2021 u. a. als Rechercheurin und Dramaturgin bei Sasha Waltz & Guests sowie als Wissenschaftliche Assistentin Isabelle Graws am Lehrstuhl für Kunstgeschichte und Kunsttheorie an der Hochschule für Bildende Künste – Städelschule Frankfurt am Main. 2021 erhielt Scherer die Professur für Malerei am Department Bildende Künste und Gestaltung der Universität Mozarteum Salzburg.
Zu Scherers international beachteten Arbeiten gehören u. a. das 2019 erstmals präsentierte, musikbegleitete Objekttheater The Teacher, die Installationen Coeurs Simples (2020), The Notebook Simulations (Kunstverein Düsseldorf, 2021) sowie die ebenfalls objektbasierte Performance Woe and Awe (2024). Scherer wird von den Galerien Sans Titre in Paris, Chertlüdde in Berlin und Sadie Coles HQ in London repräsentiert.
In ihren performativen Arbeiten pflegt die Künstlerin eine kontinuierliche Zusammenarbeit mit dem Musiker Tobias Textor sowie den bildenden Künstlerinnen Claudia Barth und Soya Arakawa.

## Werk
In Scherers künstlerischer Praxis sind malerische Objekttheater leitmotivische Ausdrucksformen. Beispielhaft hierfür kann The Teacher genannt werden; eine formal an die Struktur einer Power-Point-Präsentation angelehnte Performance, bei der die titelgebende, von Soya Arakawa als Performer liegend gesteuerte, riesenhafte Lehrer-Marionette wild gestikulierend 12 große Schaubilder „präsentiert“, die jeweils nur 45 Sekunden zu sehen sind, bevor sie zu Boden fallen und das dahinter liegende, nächste Bild freigeben.
Dergestalt zeitbasiert oder aber durch szenische Anordnung im Raum werden Werkgruppen von Scherer im Zuge performativer Szenarien in übergreifende Narrative eingesponnen. Diese führen den Blick weg von einer Lesart, die sich auf autonome Einzelarbeiten konzentriert, und provozieren eine Durchdringung, die sich rezeptiv erst im Erleben der Inszenierungen und damit in der erzählerischen Verknüpfung aller involvierten Elemente erschließt. Dem liegt vor dem Hintergrund eines erweiterten Malereidiskurses ein Bildbegriff zugrunde, der nicht nur statische Gemälde umfasst, sondern in einem weitergreifenden Verständnis ebenso jene (bewegt-)bildlichen Momente einschließen, die aus der Performanz der prozessorientierten und oft akustisch begleiteten Interaktionen mit den malerischen Objekten hervorgehen. Die Künstlerin fügt den Gemälden durch den Anschluss an szenische Schaustellungen eine Eigenheit hinzu, in der leibliche Inszenierungen als Bedingungen für die Vervollkommnung der Artefakte geführt werden.
Inhaltlich verhandelt Scherer Themenkomplexe, die sie in enger Bezüglichkeit auf deren gesellschaftspolitische Kodifizierungen in gegenwärtigen und historischen Kontexten künstlerisch aufarbeitet. Machtverhältnisse und -beziehungen zwischen Mensch und Umwelt, zwischen genuinen und ideologisch geprägten Maßgaben, Arbeitsbedingungen ebenso wie Dimensionen globaler Verwertungsapparate sind inhaltliche Schwerpunkte ihres Oeuvres. In den Jahren 2021–2023 entwickelte sie eine Reihe von Installationen, die inhärente Gewaltstrukturen in der westlichen Tradition heteronormativer Liebesbeziehungen thematisieren (A thousand times yes, Trousseau dérangé und Savoir Vivre). Kuratiert von Giovanni Carmine wurden diese Werke unter dem Titel Ein seltsames Spiel in der Kunst Halle St. Gallen in eine Zusammenschau gebracht. Beispielsweise in ihren Arbeiten Coeurs Simples, My refuge, my treasure, without body, without measure, Savoir Vivre und Woe and Awe sondiert Scherer außerdem die geschichtlichen und gegenwärtigen Bedeutungszusammenhänge zwischen Human- und Techno-Kapitalismus.

## Einflüsse und Charakteristika
Kennzeichnend für Scherers Werk sind auf diegetischer und formalästhetischer Ebene Anleihen an die Manieren des Magischen Realismus und des Surrealismus. Das wird unter anderem in der theatralen Verknüpfung deutlich, durch die sie die malerisch-skulpturalen Werkgruppen in einen oftmals märchenhaft erzählerischen Zusammenhang bringt. In der innerbildlichen Vermengung von fassbaren Bezügen, chiffrierten Zeichen und mystischen, allegorisch anmutenden Figuren findet eine Demontage tradierter Wirklichkeitsverständnisse statt. Scherer spinnt in den darauf gründenden performativen Konstellationen Referenzen kontextbezogener Symbolsysteme zu narrativen Verkettungen weiter, deren Bestimmtheiten sich in traumhaften Phantasien sowie – je nach inhaltlichen Schwerpunkten der einzelnen Werkserien – dystopischen oder utopischen Vagheiten aufzulösen scheinen.

## Ausgewählte Einzelausstellungen
2017
- Cupid and the Animals, Museum Ludwig, Köln
- Cupid and the Animals, TRAMPS, London

2018
- Cupid and the Animals, TRAMPS, New York City

2019
- The Very Hungry, Horse & Pony, Berlin, erhielt den Berlin Art Prize[14]
- The Teacher, Kinderhook & Caracas, Berlin[15]

2020
- The Teacher, Cabaret Voltaire, Zürich. Wiederaufnahme der Oper von 2019 mit parallel laufender Einzelausstellung (3. Oktober 2020 – 10. Mai 2021)[16]

2021
- The Notebook Simulations, Kunstverein für die Rheinlande und Westfalen, Düsseldorf

2022
- A thousand times yes, Sans Titre, Paris[17]

2023
- Ein seltsames Spiel, Kunst Halle, Sankt Gallen[18]
- Casper a la mode, Page (NYC)[19] und Bel Ami (Los Angeles), Los Angeles[20]
- Savoir Vivre, Kunstverein Heidelberg[21]

2024
- Woe and Awe, Sadie Coles HQ, London[22]